# Hastula solida
Hastula solida é uma espécie de gastrópode do gênero Hastula, pertencente a família Terebridae.